# Buurtspoorwegen van de provincie Namen

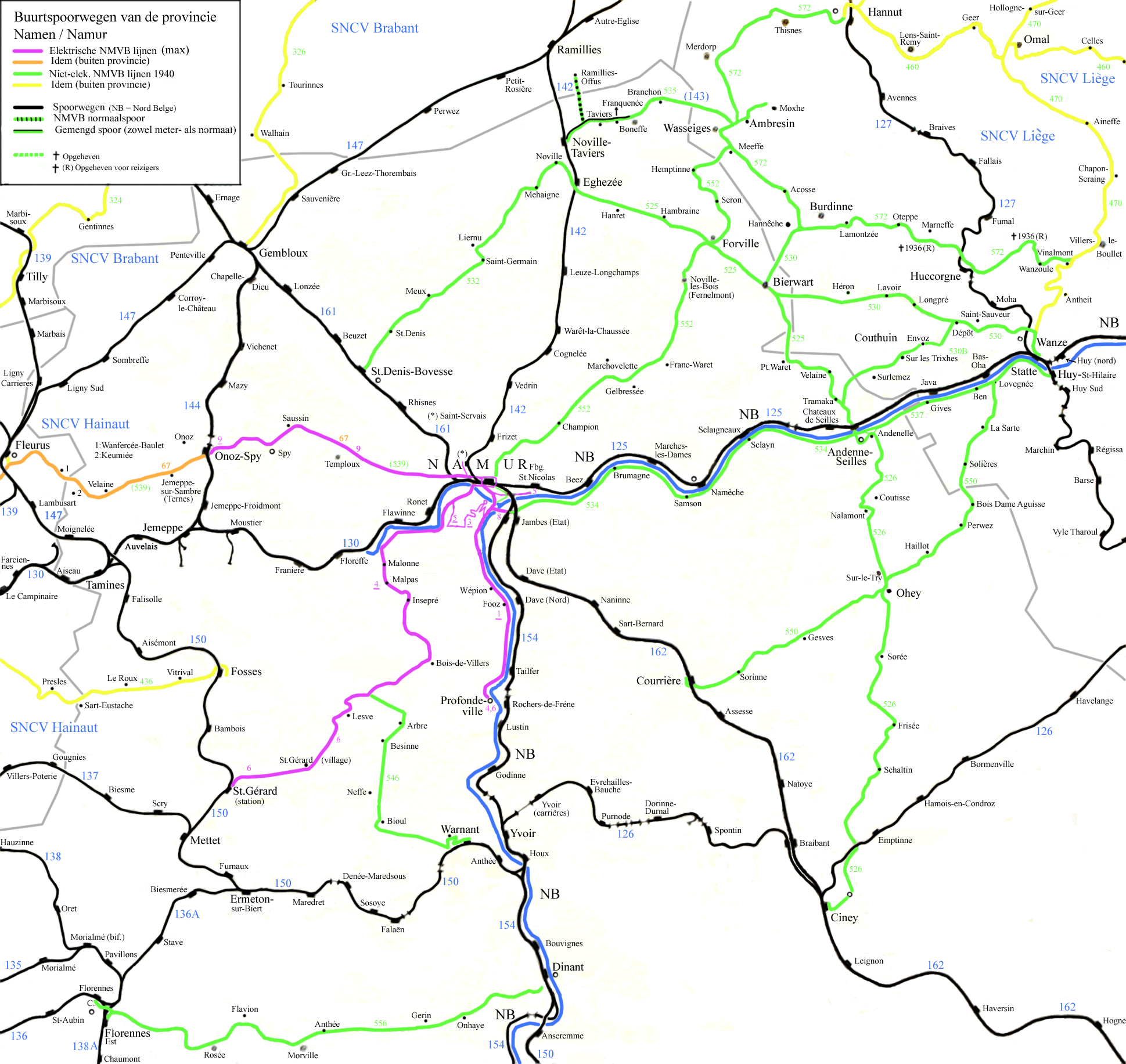
Buurtspoorwegen van het noorden van de provincie Namen, stand 1940 voor de lijnen en de spoorwegen

De groep Buurtspoorwegen van de provincie Namen was een onderdeel van de Nationale Maatschappij van Buurtspoorwegen. De NMVB was georganiseerd in regionale groepen die een grote zelfstandigheid en eigen beleid hadden. Oorspronkelijk waren alle lijnen in de provincie geëxploiteerd door pachters die hun eigen lijnen, stelplaats en organisatie hadden. De NMVB heeft bij de overname van de concessies, de pachterorganisatie niet veranderd. Hierdoor kent de NMVB in de provincie drie groepen en twee geïsoleerde lijnen:
- Namen: Stadslijnen in Namen en alle lijnen eromheen, behalve de lijn naar Andenne. De pachter vanaf 1908 was de "SA pour l'Exploitation des CFV de Namur et Extensions" (NE). De elektrische routes werden vanaf 1913 verpacht aan de pachter societé MOSANE die de Andenne groep beheerde.
- d'Andenne: De lijnen rond Andenne in het Oosten en tot Eghezée en Saint-Denis-Bovesse. De eerste lijnen waren in beheer van de Franse spoorwegmaatschappij "Chemin de fer du Nord", die via zijn Belgisch filiaal "Nord – Belge" de spoorlijnen Givet – Dinant – Namen – Andenne – Hoei – Luik exploiteerde. (154, 125) Later werd de exploitatie overgedragen aan de societé MOSANE, ook een maatschappij van de Chemin de fer du Nord.[1]
- Petite-Chapelle: Een kleine groep lijnen in het zuidwesten van de provincie. In de praktijk werden die lijnen vaak beheerd vanuit het naburige provincie Henegouwen.
- geïsoleerde lijnen: De lijn vanuit Dinant en die vanuit Gedinne.

## Stad Namen
Nog in de 19e eeuw, worden de eerste lijnen aangelegd:
- 23 januari 1892: Namen (Haven) – station – Salzinnes – Malonne (haven). Deze lijn wordt op 19 mei 1895 doorgetrokken naar Saint-Gérard.
- 21 september 1895: Namen (Haven) – Wépion. Deze lijn wordt later verlengd naar Profondeville.
- 15 oktober 1893: Saint-Servais (voorstad) – Onoz. Deze wordt op 8 oktober 1898 verlengd naar Fleurus en aan de andere kant doorgetrokken naar de stad Namen.

Na deze basislijnen komt nog uitbreiding naar het citadel (Château)(30-06-1901). Begin 20e eeuw worden de tramlijnen in de stad geëlektrificeerd en uitgebreid met verlengingen binnen. Zodoende ontstaat een volwaardig stadsnet. De uitbreidingen zijn:
- 13-02-1909: Saint-Servais (station) – centrum – Saint-Nicolas: lijn 5
- 13-02-1909: station – Station Jambes (Nord): lijn 2, later lijn 8. In Jambes sluit deze lijn aan met de niet-elektrische lijn naar Andenne en Hoei.

Er was een Kabelspoorweg aan de Maaszijde om bij het citadelle te komen. Deze reed van 1898 tot 1912. Deze kabelspoorweg werd vervangen door een ringlijn 7 waarbij de tram in een richting rijdt van Château naar de Maas langs de "Route Merveilleuse". Deze route bevatte vier haarspeldbochten en drie tunnels en een brug waarbij de lijn over zichzelf reed. Deze route is pas na de Eerste Wereldoorlog in 1921 klaar. In 1949 reden de volgende stadslijnen:
- 1: Station – Place d'Armes – La Plante – Briqueteries – Fooz
- 2: Station – Place d'Armes – La Plante – Briqueteries
- 3: Château – Hayettes – Salzinnes – Station – Place d'Armes
- 4: Malpas (Malonne) – Salzinnes – Station – Place d'Armes – Pont de Jambes – La Plante – Briqueteries – Fooz – Profondeville
- 5: Saint-Servais – Station (tot 1940) – Place d'Armes – Saint-Nicolas (na 1940 is het eindpunt verplaatst naar Hayettes)
- 6: Saint-Gérard – Malpas (Malonne) – Salzinnes – Station – Place d'Armes –Pont de Jambes – La Plante – Briqueteries – Fooz – Profondeville
- 7: Ringlijn: Station – Salzinnes – Hayettes – Château – Route Merveilleuse – Pont de Jambes – Place d'Armes – Station
- 8: Belgrade – Saint-Servais (overweg) – Station – Place d'Armes – Pont de Jambes – Station Jambes (Nord)
- 9: Onoz – Belgrade – Saint-Servais (overweg) – Station – Place d'Armes. Vanaf 17 mei 1953 tot 31 december 1958 reed hier ook de doorgaande Henegouwsche tram 67: Charleroi – Fleurus – Onoz – Namen.
- 10: Niet-elektrische lijn: Station – (buiten het centrum om) – Pont de Jambes – Station Jambes (Nord) – Andenne – Hoei.

Het Naamse stadsnet is als een van eerste stadsnetten die na die van Brugge is opgeheven. De opheffingen zijn in 1952 en 1953 uitgevoerd. De streeklijn naar Hannuit reed nog tot 1 oktober 1955. De overblijvende tram naar Onoz en Charleroi is verbannen naar de voorstad Saint-Servais (overweg). Op 31 december 1958 is ook deze tram opgeheven. Aan de Henegouwse kant blijft de tram nog tot 1963 naar Velaine rijden.

## Geëlektrificeerde lijnen

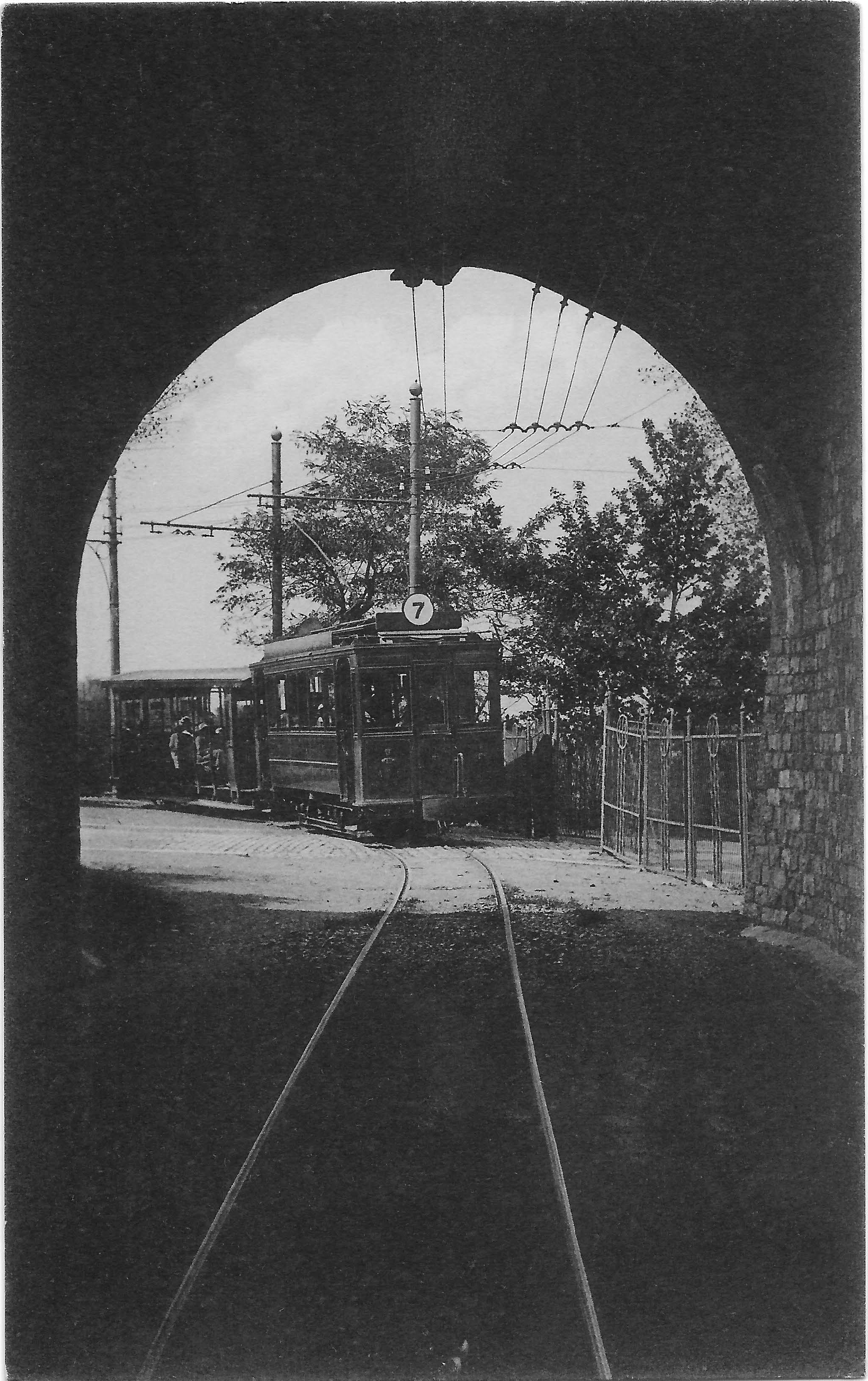
De tramlijn 7 bij de Citadelle

(Lijnnummers uit het spoorboek of stadslijn nummers)
( ) = Gemeenschappelijk met andere lijnen.
- 6 Profondeville – Boreuxville – Fooz – Wépion – La Pairelle – Namen (Pont de Jambes, Place d'Armes, spoorstation, Av. Card Merciers) – Salzinnes – Flawinne (Bauce) – Malonne (haven, Malpas, Insepré, Maulenne) – Bois-de-Villers (Route de Wépion, Station, Six-Bras) – Lesves (Les Anges, station) – Saint-Gérard (dorp, station). Zie routekaart: Malone Saint-Gérard (voor de elektrificatie was de Malone - Saint-Gérard sectie bekend onder lijnnummer 544)
- 9 Namen (station) – Belgrade – Temploux – Saussin-les-Isnes – Spy – Onoz-Spy station – Jemeppe-sur-Sambre (Les Ternes) – Velaine – Keumiée station – Wanfercée-Baulet – Fleurus (Rabots, station). Vanaf 1953 is er een nieuwe doorgaande elektrische lijn geopend vanaf Fleurus (Rabots) naar Charleroi onder het lijnnummer 67 (Namen-Charleroi). Lijnnummer 9 wordt gebruikt voor de lokale dienst Onoz-Spy naar Namen. Vanaf 1953 wordt de lijn vanaf Onoz-Spy geëxploiteerd door NMVB-Henegouwen.
- 7 In Namen was er een ringlijn 7 die langs de oostkant van de citatel met vele slingers naar beneden reed. Deze ringlijn reed maar in een richting. Spoorstation – Av. Card. Mercier – Hayettes – Château (eindpunt lijn 3) – Citadelle – afdaling – Av. Baron de Moreau – Pont de Jambes (en verder dezelfde route als lijn 6 tot Av. Card Merciers).
- 5 Saint-Servais – Namen centrum – Saint-Nicolas
- 8 Belgrade – Namen (station, Place d'Armes, Pont de Jambes) – Station Jambes.

## Niet geëlektrificeerde lijnen

### Van/naar Namen stad

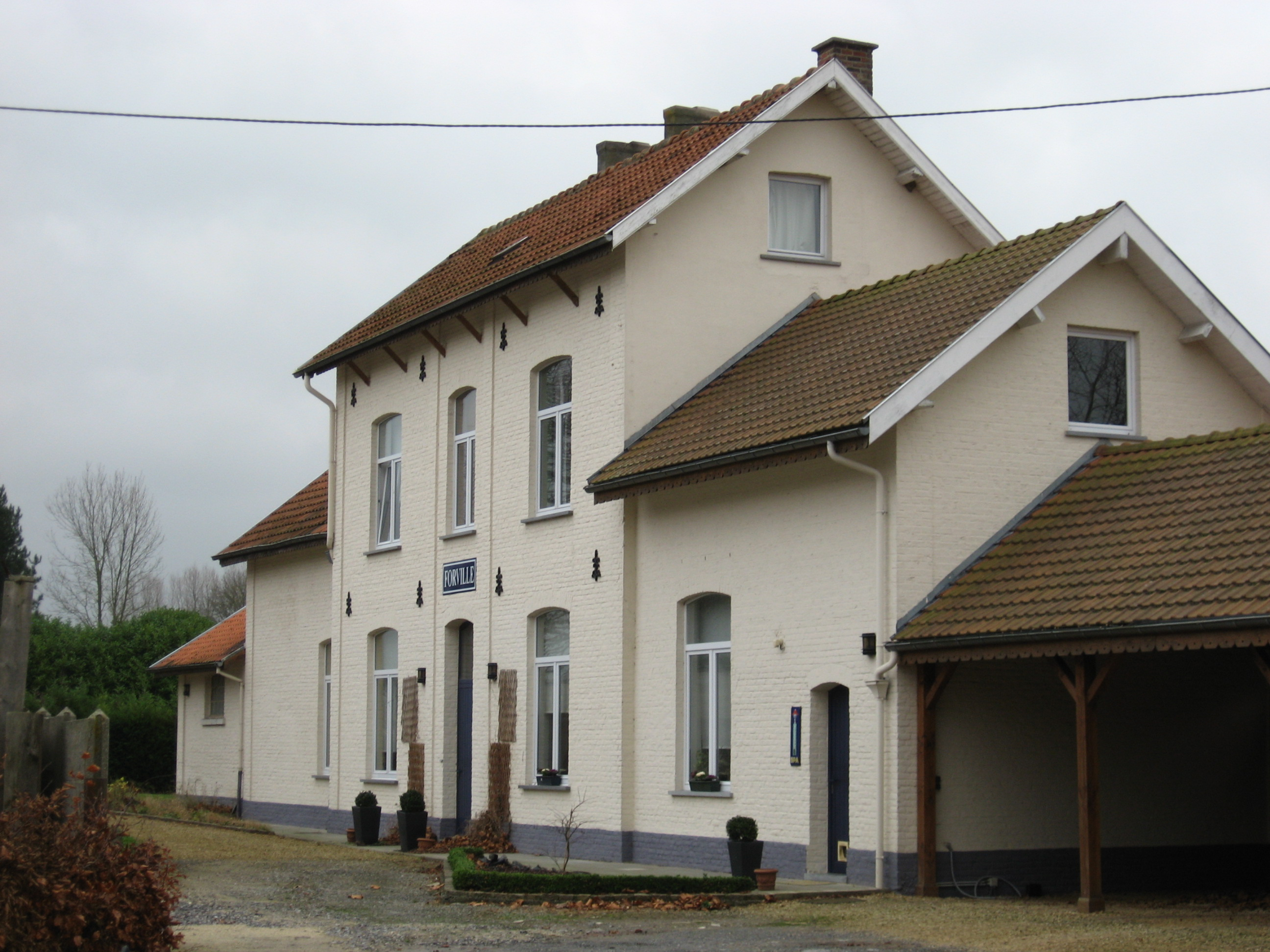
Buurtspoorwegstation van Forville.

- 546 Lesve – Arbre – Besinne – Neffe – Bioul – Warnant (dorp, station). Zie routekaart: Warnant Lesve
- 552 Namen (station) – rue d'Arquet, rue Frères Biére – Vedrin (Comognes) – Champion – Marchovelette – Gelbressée – Franc-Waret – Noville-les-Bois (station) – Forville – Séressia (station) – Seron – Hemptinne – Meeffe – Wasseiges – Ambresin – Merdorp – Thisnes – Hannuit. In 1946 is het gedeelte Meeffe – Hannuit, oorspronkelijk lijn 572, toegevoegd en reden motortrams vanuit Namen door naar Hannuit, na het keren in Meeffe. Het eigen baanvak van Gelbresse naar Franc-Waret is een wandelpad geworden. Zie routekaart: Namen Hannuit

- 534 Namen – Jambes (eindpunt stadslijn) – Brumagne – Namêche (Samson) – Sclayn – Andenne (stad, rivierbrug, station). In de latere jaren reden de motortrams onder het (stads)lijnnummer 10.
- 537 Andenne (station, rivierbrug, stad) – Andenelle – Gives – Ahin – Ben – Lovegnée – Hoei. Op deze lijn werd in 1933 een uurdienst gereden, een frequente dienst voor een niet-elektrische lijn.

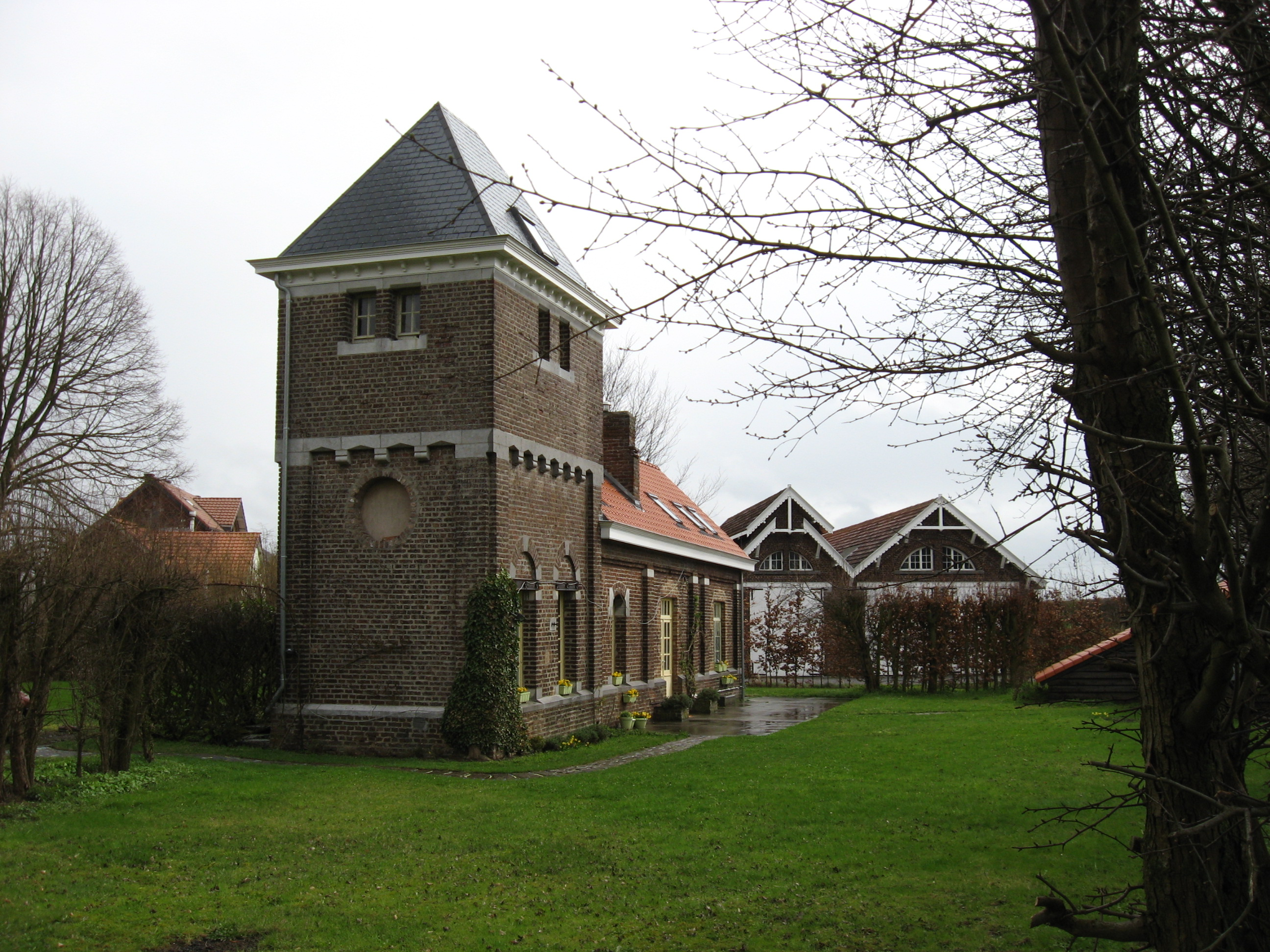
Vroegere stelplaats complex van Envoz

### Andere lijnen die deel uitmaken van het nationaal net
- 532 Saint-Denis-Bovesse (station, dorp) – Meux – Saint-Germain – Liernu – Mehaigne – Noville-sur-Mehaigne – Station Éghezée
- 525 Éghezée – Hanret – Hambraine – Forville – Bierwart – Landenne (Petit-Waret, Vèlaine, Tramaka dorp) – Station Andenne  Bierwart Andenne
- 535 Ambresin – Wasseiges – Boneffe – Franquenée – Taviers – Noville-Tavier
- 572 Meeffe – Acosse – Hannêche – Burdinne – Lamontzée – Oteppe – Huccorgne (aansluiting spoorlijn 127) – Wanzoule – Vinalmont (vandaar aansluiting naar Statte)
- 530 Burdinne (stelplaats op lijn 572) Hannêche (chaussé de Namur) – Bierwart – Héron – Lavoir (station) – Couthuin (Longpré)– Ènvoz (station) – Moha (Drâperies) – Wanze – Statte  Burdinne Bierwart  Wanze Bierwart
- 530B Station Andenne – Landenne (Tramaka halte) – Couthuin (Chavée, Surlemez, dorp Couthuin) – Ènvoz (dorp, kasteel, stelplaats) – (Wanze – Station Statte). De reizigerstrams reden niet verder dan Ènvoz, maar er was een spooraansluiting met lijn 530.  Wanze Andenne
- 526 Andenne – Adenelle – rue de Haillot – Nalamont – Ohey – Sorée – Frisée – Schaltin – Emptinne – Ciney – Station Ciney  Andenne Ohey
- 550 (Hoei – Lovegnée) – La Sarte – Solières – Bois-Dame-Aguisse – Perwez – Haillot – Ohey – Gesves – Sorinne – (Station Courrière).  Ohey – Sorinne en Ohey – Huy Van Lovegnée tot Solières klimt de lijn uit het Maasdal langs de zijvallei van de "Rau de Solières". Dit gedeelte van de lijn is nu een wandelpad.
- Er waren concessies verkregen voor het aanleggen van een lijn van Ohey naar Havelange op spoorlijn 126 en voor een lijn van Bauche gelegen langsheen spoorlijn 128 naar Samson via Crupet. Beiden werden nooit aangelegd.[3]

De buurtspoorwegen staken de Maas maar op twee plaatsen over: bij Andenne en Namen stad.

### Dinant
- 14 Florennes-Centraal – Florennes-Oost – Rosée – Flavion – Morville – Anthée – Gerin – Onhaye – Dinant (grot). De Duitsers hebben in 1942 het vliegveld uitgebreid. De lijn tussen Florennes en Rosée liep is hiervoor opgeheven. In Dinant werd tijdens de aanleg van het eindpunt een grot ontdekt, nu bekend als de "grotte de Dinant". Het eindpunt was niet bij het spoorstation, maar op tien minuten afstand (600 meter) te voet. De lijn kon daar niet doorgetrokken worden in verband met het aanzienlijk hoogteverschil (42 meter/ gemiddeld 7% helling). Er waren plannen om via een andere route het spoorstation te bereiken, maar die zijn nooit uitgevoerd.

### Zuidwesthoek

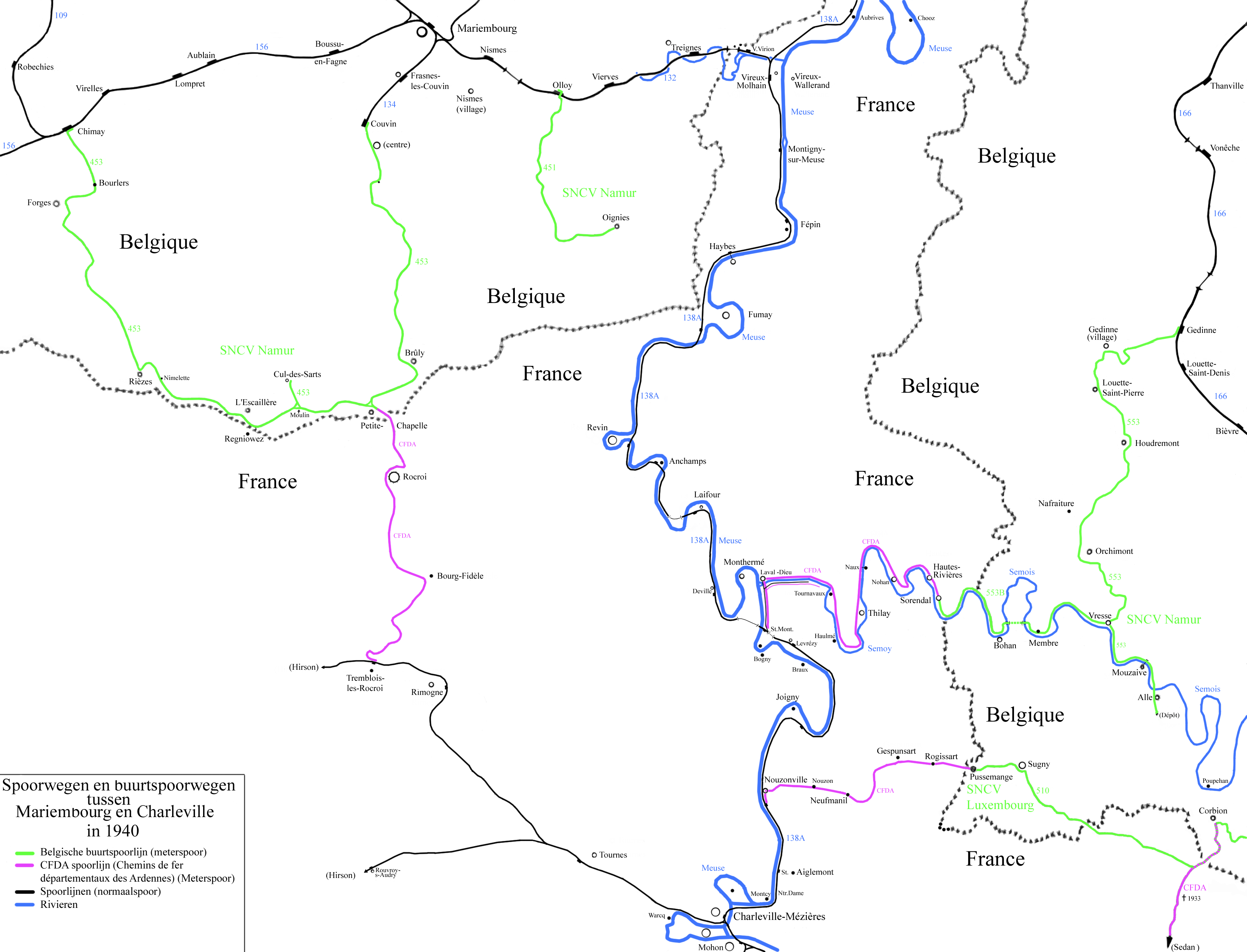
Kaart van de lijnen in het zuiden van de provincie.

- 556 Olloy – Oignies: Is nu een fietspad die in Olloy aansluit op de toeristische spoorlijn (CFV3V).
- 453 Chimay – Bourlers – Rièzes – Nimelette – l'Escaillère – Regniowez (Belgische kant) – halte Moulin – Petite-Chapelle – Brûly – Couvin (F. Prince, Laoury ,Pernelle, Gr. Pont, Station). Couvin Chimay Er was een zijtak van Moulin naar Cul-des-Sarts die door alle personentrams wordt gebruikt. Vanuit Petite-Chapelle was er een aansluiting op de Franse buurtspoorlijn van de CFDA (Chemins de fer départementaux des Ardennes) naar Tremblois-lès-Rocroi via Rocroi en Bourg-Fidèle. Petite-Chapelle Tremblois

### Zuidoosthoek

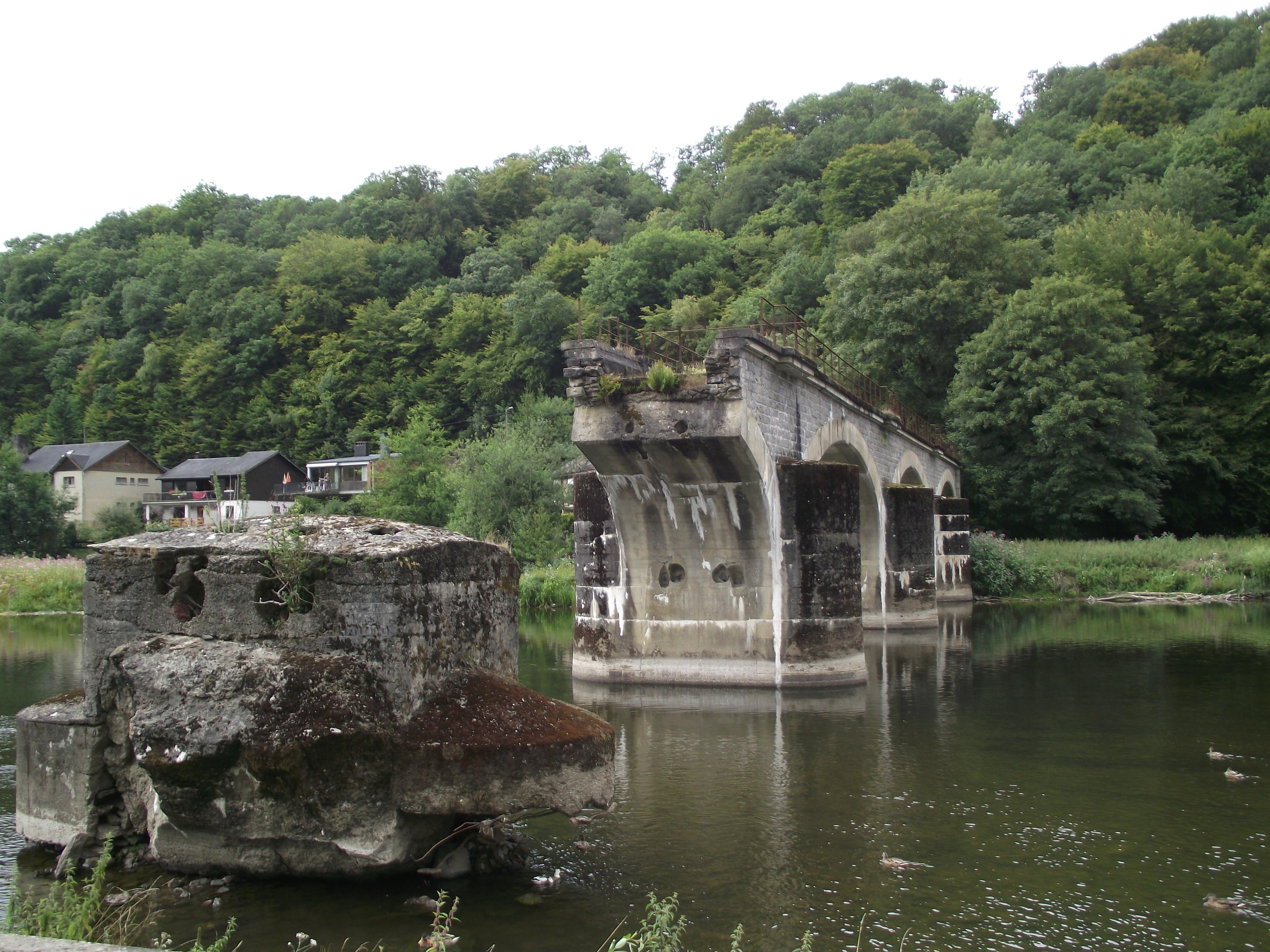
Door Duitsers in 1944 vernielde buurtspoorwegbrug over de Semois bij Bohan. Deze sloot aan op de tunnel naar Membre

- 553 Station Gedinne – Gedinne – Louette-Saint-Pierre – Houdremont – Nafraiture – Orchimont – Vresse – Mouzaive – Alle-sur-Semois. Vanaf Houdremont daalde de lijn in de nauwe zijrivierdalen op een eigen route af naar de Semois. De hogerop gelegen dorpen, Nafraiture en Orchimont, waren vanuit het dal moeilijk bereikbaar. Alle reizigerstrams reden heen en terug tot Membre op de 553B lijn. (dienstregeling 1933)
- 553B Vresse – Membre – Bohan – Sorendal (Frankrijk) (aansluiting naar Monthermé door de CFDA van 1938 tot 1940) Tussen Membre en Bohan is er een 220 meter lange tunnel gebouwd om de omweg langs een rivierslinger te vermijden.
- CFDA traject in Frankrijk: Sorendal – Les Hautes-Rivières – Nohan – Thilay – Haulmé – Tournavaux – Monthermé (dorp) en aftakking naar het spoorwegstation van Monthermé.[4] Het Franse gedeelte is pas eind jaren vijftig na de oorlog opgeheven.

## Eerste/Laatste buurttram in de provincie Namen
De eerst aangelegde buurtspoorlijn in de provincie is die van Andenne naar Eghezée (lijn 525) op 18 oktober 1886. De buurtspoorwegen hebben wel de al bestaande Zaman smalspoorlijn van 1 september 1879 overgenomen en herbouwd.
Op 1 juni 1960 werden de laatste lijnen voor het goederenverkeer gesloten. Dit was van Hannuit naar Franc-Warêt (552) en van Bierwart naar Moha (râperie). De laatste reizigersdienst was op 31 december 1958 van Namen naar Onoz, als stadslijn 9. De trams waren al uit de stad verbannen en de laatste trams vertrokken aan de rand van de stad (Saint-Servais). Er is echter een kleine uitzondering: Tussen Bioul en Warnant reed de laatste reizigers (motor)tram op 31 augustus 1960 en de laatste goederentram op 31 oktober 1960. Station Warnant werd in die tijd nog bediend door de spoorlijn 150.

## Stelplaatsen
- Alle, Andenne-Seilles, Andenne (rechteroever)
- Bierwart, Burdinne (Is bewaard gebleven en in gebruik door de gemeente van Burdinne. Huisvest de gemeentebibliotheek)
- Cul-des-Sarts
- Ènvoz (Couthuin)
- Florenville, Fooz, Forges, Forville
- Gedinne
- Hannuit
- Lesve
- Malonne, Morville
- Ohey, Oignies-en-Thiérache, Onoz
- Petite-Chapelle
- Salzinnes, Sorée
- Warnant

## NMVB in de andere provincies
- Antwerpen: Buurtspoorwegen van de provincie Antwerpen
- Brabant: Buurtspoorwegen van de provincie Brabant
- Oost-Vlaanderen: Buurtspoorwegen van de provincie Oost-Vlaanderen
- West-Vlaanderen: Buurtspoorwegen van de provincie West-Vlaanderen
- Limburg: Buurtspoorwegen van de provincie Limburg
- Luik: Buurtspoorwegen van de provincie Luik
- Luxemburg: Buurtspoorwegen van de provincie Luxemburg
- Henegouwen: Buurtspoorwegen van de provincie Henegouwen